# Adam J. Baker
Adam J. Baker, född 22 september 1821 i Stormont County i Upper Canada, död 3 augusti 1912, var en kanadensisk politiker, medlem i Ontarios parlament där han representerade valdistriktet Russell mellan 1875 till 1883 och Reeve i Osgoode Township från 1877 till 1878.
Han arbetade som tunntillverkare i orten Metcalfe där han också var postmästare i tjugo år.